# Tram Üstra serie TW 2000
I tram serie TW 2000 sono una serie di vetture tranviarie articolate in uso sulla Stadtbahn di Hannover gestita dalla Üstra.

## Storia
I tram serie 2000 vennero progettati negli anni novanta del XX secolo, per servire i nuovi prolungamenti della rete di Stadtbahn integrando le esistenti vetture serie 6000. Le elettromotrici furono progettate e costruite dalla Linke-Hofmann-Busch, mentre la Siemens realizzò la parte elettrica. Il disegno dei nuovi mezzi fu opera di Herbert Lindinger e Jasper Morrison.
Le prime vetture entrarono in servizio nel 1997, e la fornitura di 144 vetture complessive fu completata in tempo per l'Expo 2000.

## Caratteristiche
Si tratta di tram articolati bidirezionali, non a pianale ribassato, e pertanto accessibili a livello solo tramite banchine alte (per le fermate tranviarie vi sono gradini a scomparsa).
Si distinguono due sottoserie: la serie 2000 propriamente detta (numeri da 2001 a 2048) è costituita di mezzi con due cabine di guida; la serie 2500 (numeri da 2501 a 2596) è costituita di mezzi bidirezionali con un'unica cabina, che pertanto devono sempre viaggiare accoppiati ad un'unità gemella.